# Tom and Jerry (Cocktail)

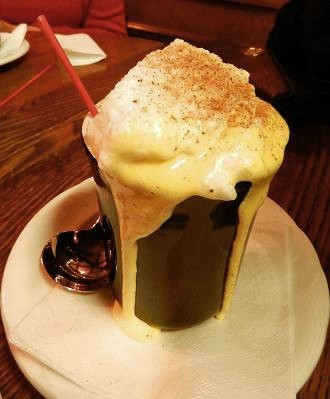
Tom and Jerry

Tom and Jerry ist die Bezeichnung für ein alkoholhaltiges Heißgetränk, das zur Kategorie der Eggnogs gehört. In den Vereinigten Staaten wird es traditionell zu Weihnachten oder an Neujahr getrunken. Belegt ist es seit dem 19. Jahrhundert.
Zu den Hauptzutaten gehören ein geschlagenes Eigelb, steif geschlagener Eischnee, Brandy und Rum sowie heiße Milch oder heißes Wasser. Hinzu kommen in der Regel Zucker und Gewürze wie Piment, Zimt, Muskat und Nelken. Im deutschen Sprachraum würde man das Getränk als Variante eines Eierpunschs bezeichnen. Das Getränk wird heiß getrunken.
Zur Urheberschaft des Rezepts gibt es unterschiedliche Angaben. Zum einen wird es Jerry Thomas zugeschrieben, einem US-amerikanischen Barkeeper und Gastronomen, der zu Lebzeiten behauptete, das Getränk 1847 als junger Mann in San Francisco erfunden und nach seinen zwei Mäusen benannt zu haben; er veröffentlichte es auch in seinem 1862 erschienenen Standardwerk How to Mix Drinks, or the Bon-Vivant’s Companion. Nach einer anderen Version geht das Getränk auf Pierce Egan zurück, den Autor einer bissig-humoristischen Beschreibung des Großstadtlebens von London mit dem Titel Tom and Jerry, or Life in London, der es schon in den 1820er Jahren erfunden haben soll.
Der Autor Damon Runyon (1880–1946) erwähnt das Getränk in seiner Kurzgeschichte Dancing Dan’s Christmas: „Dieser heiße Tom and Jerry ist ein traditionelles Getränk, mit dem von allen in diesem Land Weihnachten gefeiert wird, und es ist in der Tat so populär, dass viele Leute denken, Weihnachten sei nur erfunden worden, um einen Vorwand zu haben, Tom and Jerry zu trinken (…)“.